# 玉筋魚
玉筋魚（學名：Ammodytes personatus），是鰧形目玉筋魚科的魚類。是中國、韓國和日本非常重要的水產。因為外形與梭子魚相似，所以在日本也有被稱呼為「小梭子魚（カマスゴ）」。在日本，玉筋魚苗在不同地方有不同稱呼，例如「小女子（コウナゴ）」、「新子（シンコ）」，成熟了就稱呼為「女郎人（メロウド）」、「古背（フルセ）」。在九州被稱呼為「蚊子竹柏（カナギ）」。在日本北部的族群夏天須要鑽入沙中進行夏蟄，但因為適合夏蟄的的海沙是製作混凝土時用來替代河砂的常用材料，所以玉筋魚在瀨戶內海的夏蟄水域的海沙被大量採集，很多瀨戶內海的漁場因而受到毀滅性的損害。此外，在日本及中國的族群也因被過度捕殺而嚴重短缺。

## 特征
身体青灰色细长，稍侧扁，长约10厘米；口大，具有犬牙；背鳍长，没有腹鳍。

## 分布
在中国，分布于黄海、渤海等海域，主要生活于近海沙底地区以及喜钻游沙内。

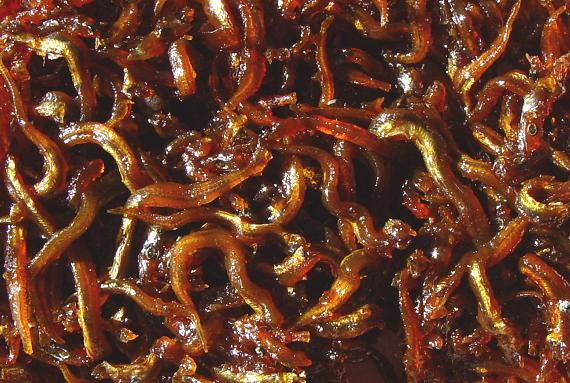
玉筋魚的佃煮

## 外部連結
- 太平洋玉筋魚[永久]